# Чепецьке сільське поселення (Кезький район)
Чепе́цьке сільське поселення — муніципальне утворення в складі Кезького району Удмуртії, Росія. Адміністративний центр — село Чепца.
Населення — 1885 осіб (2018; 1988 у 2015, 2129 в 2012, 2202 в 2010, 2638 у 2002).
До 2006 року існувала Чепецька сільська рада.

## Склад
До складу поселення входять такі населені пункти:
| Населений пункт     | Населення, осіб (2002) | Населення, осіб (2010) | Населення, осіб (2012) |
| ------------------- | ---------------------- | ---------------------- | ---------------------- |
| Бані, присілок      | 61                     | 42                     | 43                     |
| Вортча, присілок    | 134                    | 113                    | 111                    |
| Гулейшур, присілок  | 31                     | 26                     | 26                     |
| Гуркошур, присілок  | 110                    | 91                     | 92                     |
| Коркаяг, починок    | 22                     | 13                     | 13                     |
| Лизмувир, присілок  | 1                      | 0                      | 0                      |
| Озон, присілок      | 365                    | 325                    | 313                    |
| Тамаченки, присілок | 82                     | 59                     | 60                     |
| Тилошур, присілок   | 6                      | 3                      | 3                      |
| Чепца, село         | 1742                   | 1459                   | 1402                   |
| Юрук, присілок      | 84                     | 71                     | 66                     |

## Господарство
В поселенні діють 2 школи (середня в Чепца, інтернат в Озон), садочок (№ 7), 2 бібліотеки (Вортча, Чепца), 3 клуби (Вортча, Тамаченки, Чепца), дільнича лікарня (Чепца), 3 ФАП (Вортча, Озон, Юрук). Серед промислових підприємств працюють СПК «Гулейшур» та «Зоря», 3 меблевих фабрики.